# 674
674 (DCLXXIV) fue un año común comenzado en domingo del calendario juliano, en vigor en aquella fecha.

## Acontecimientos
- En Corea, el lago Anapji es construido por orden del Rey Monmu.
- Dagoberto II y Teuderico I suceden a Childerico II como reyes de los francos.
- Las primeras ventanas de vidrio son instaladas en las iglesias de Inglaterra.
- Aescwine asume el trono de Wessex.
- La abadía de Monkwearmouth-Jarrow es fundada por Benito Biscop en el reino de Northumbria.
- Comienzo del primer sitio de Constantinopla.
- 12 de noviembre - La Princesa Ōku es nombrada saiō del Santuario de Ise.

## Fallecimientos
- Wulfhere, rey de Mercia.
- Seaxburh, reina de Wessex.
- Hongren, patriarca budista zen chino de la dinastía Tang.
- Ki no Abemaro, ministro (daishi) de Japón.
- Abu Ayyub al-Ansari, sahaba muerto durante el primer sitio de Constantinopla.